# Площадь Свободы (Тольятти)
Площадь Свободы в Тольятти находится в Центральном районе города, проходит рядом с улицей Карла-Маркса и молодёжным бульваром.

## История
Площадь Свободы стала одним из первых участков, где начал застраиваться новый город Ставрополь. Первоначальные архитектурные проекты предусматривали размещение в этом месте площади имени Пушкина и примыкающего к нему Пушкинского же бульвара, но в дальнейшем была реализована идея строивших её комсомольцев, предложивших поставить в центре новой площади обелиск «Борцам за свободу» (ныне — Обелиск Славы в Тольятти) в честь героев-земляков, поэтому площадь получила название Площадь Свободы, а бульвар вместо Пушкинского стал Молодёжным. В честь Пушкина осталась названной небольшая улица, ограничивающая площадь с юго-восточной стороны.
Ансамбль площади Свободы составили несколько зданий, построенных по проектам в стиле сталинского классицизма:
- № 2 Дом Культуры, ныне — театр кукол «Пилигрим» вначале на 400 мест, расширено до 500 мест (1958 г., архитектор Шаронов)
- № 4 Ставропольский горисполком, ныне — мэрия городского округа Тольятти (1955-59 гг., построено строительным управлением № 3, принято Государственной комиссией 25 июля 1959 г.)
- № 9 Администрация Ставропольского района (1957-58 гг., проект Ленгипрогора, упрощён Куйбышевским филиалом «Саратовгипрогорсельстрой»)
- Здание Куйбышевского филиала «Саратовгипрогорсельстроя»
- жилые дома (1958-59 гг.)

## Галерея

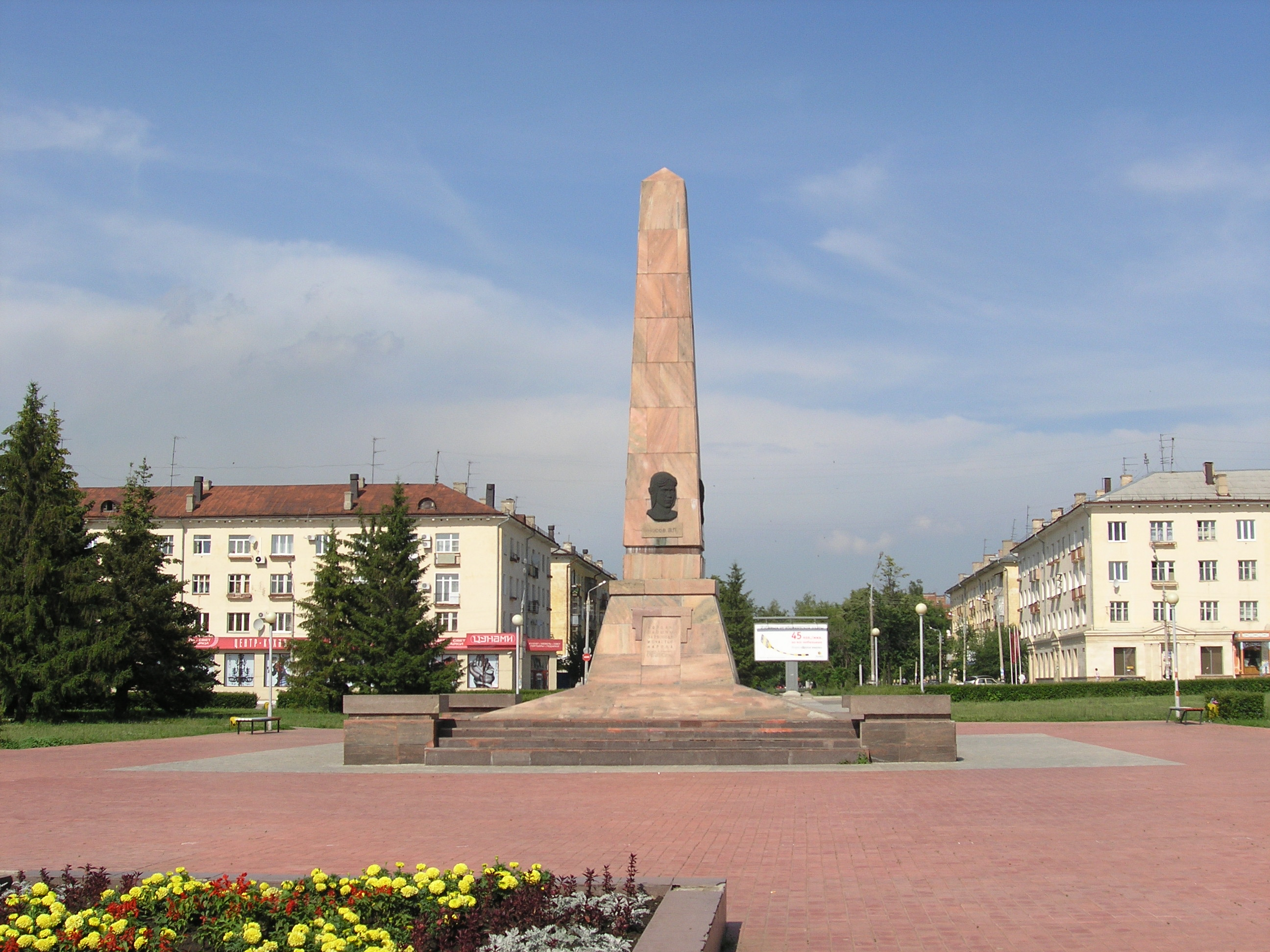
Обелиск Славы
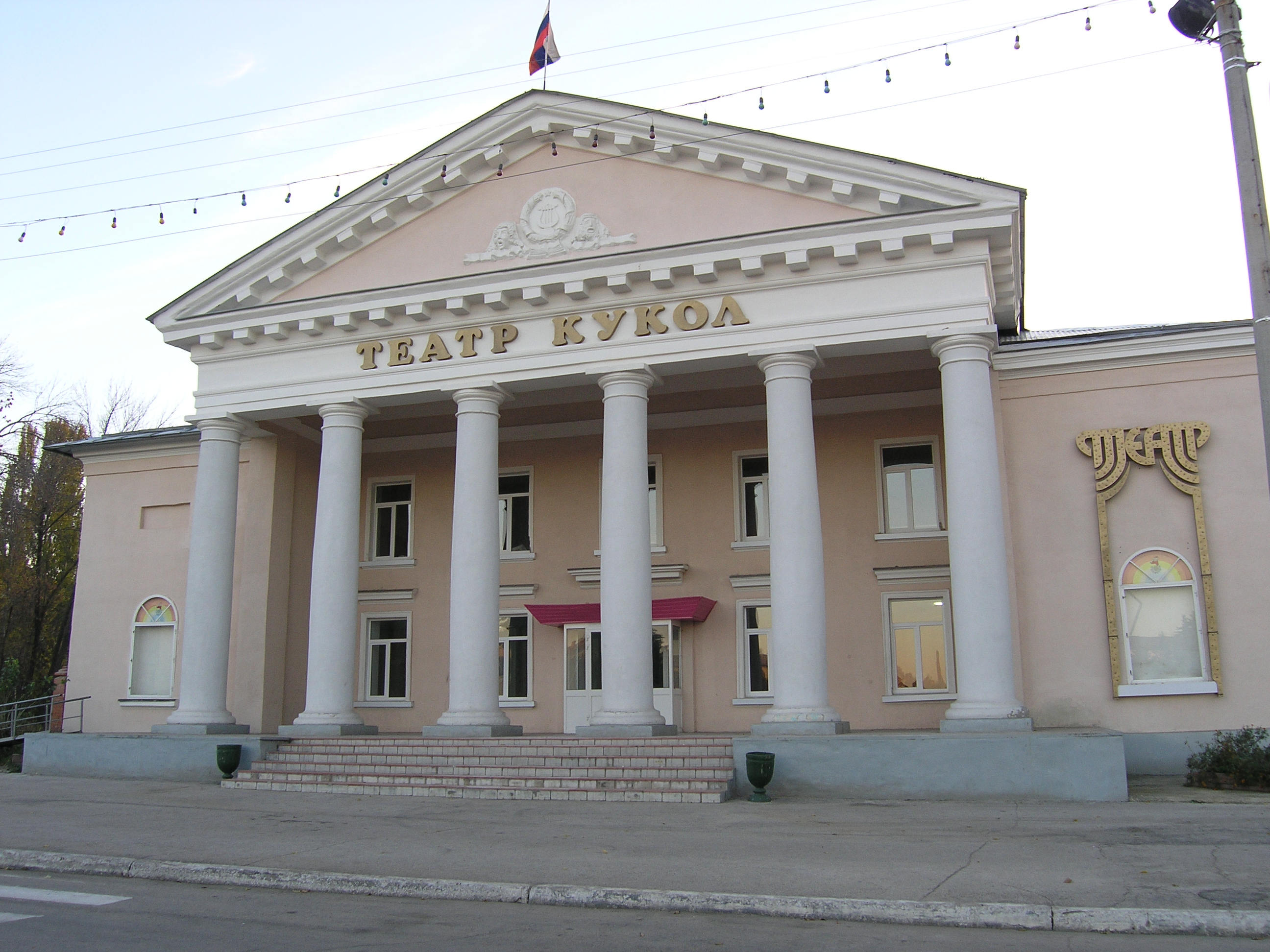
Театр «Пилигрим»
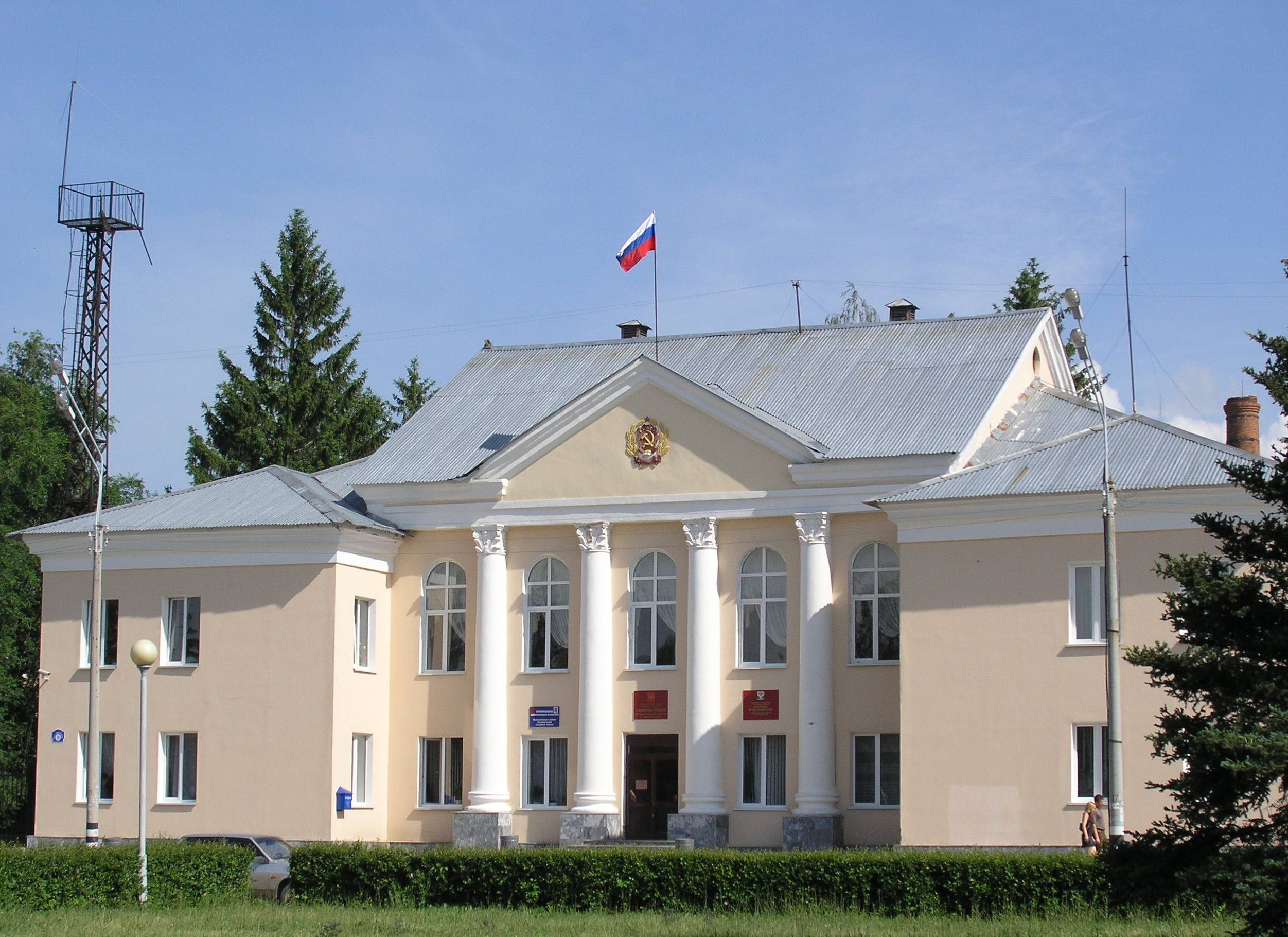
Администрация Ставропольского района
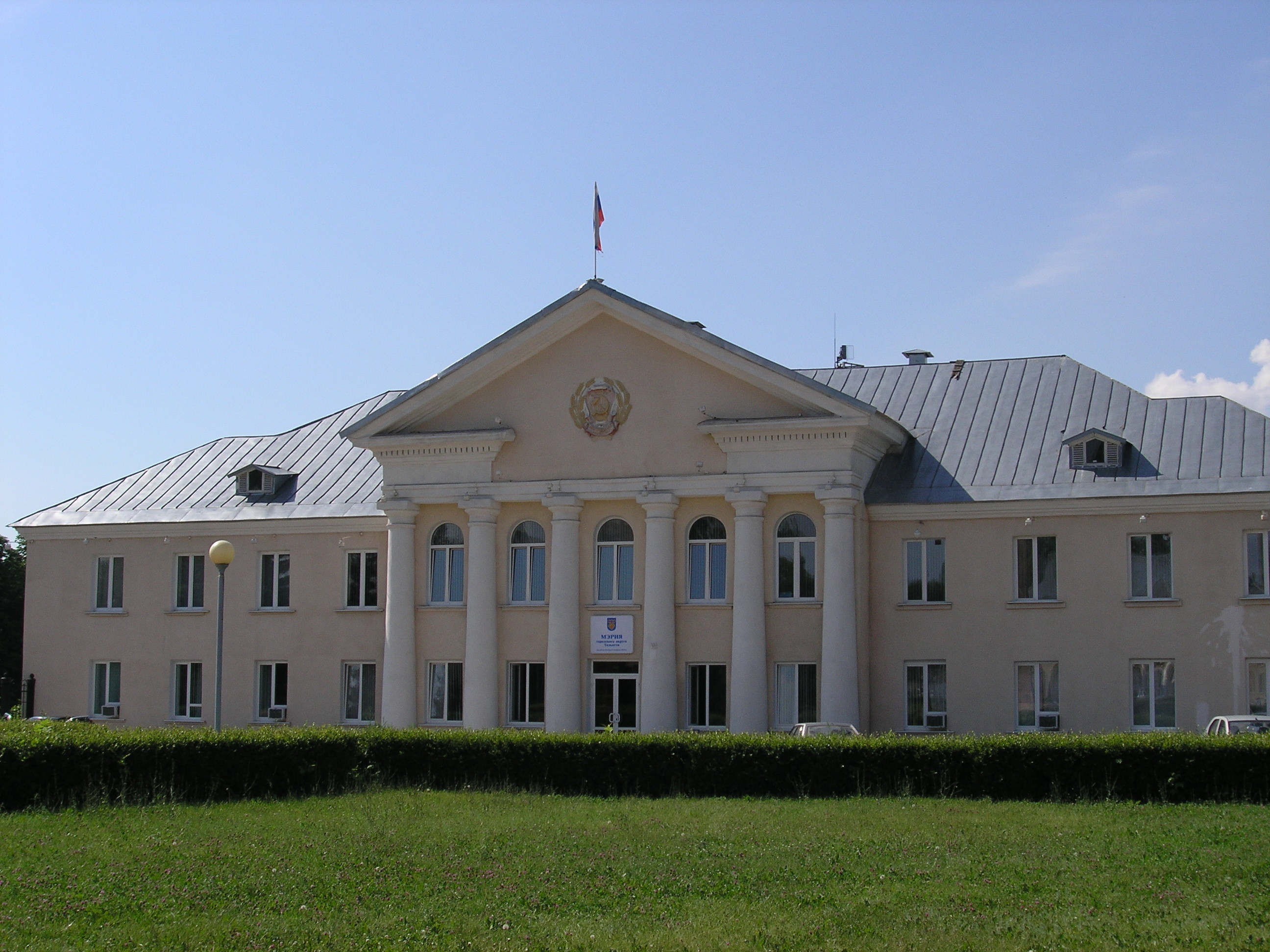
Мэрия городского округа Тольятти